# Conophyma jakovlevi
Conophyma jakovlevi is een rechtvleugelig insect uit de familie Dericorythidae. De wetenschappelijke naam van deze soort is voor het eerst geldig gepubliceerd in 1936 door Bey-Bienko.